# Сасо Росо (Болоња)
Сасо Росо (итал. Sasso Rosso) је насеље у Италији у округу Болоња, региону Емилија-Ромања.
Према процени из 2011. у насељу је живело 26 становника. Насеље се налази на надморској висини од 251 м.